# Hécatonicosachore 5/2,3,3
| Hécatonicosachore 5/2,3,3   | Hécatonicosachore 5/2,3,3  |
| --------------------------- | -------------------------- |
| Projection orthogonale      |                            |
| Type                        | Polychore de Schläfli-Hess |
| Cellules                    | 120 {5/2,3}                |
| Faces                       | 720 {5/2}                  |
| Arêtes                      | 1200                       |
| Sommets                     | 600                        |
| Figure de sommet            | {3,3}                      |
| Symbole de Schläfli         | {5/2,3,3}                  |
| Diagramme de Coxeter-Dynkin |                            |
| Groupe de symétrie          | H4, [3,3,5]                |
| Dual                        | Grand hexacosichore        |
| Propriétés                  | Régulier                   |

En géométrie, l'hécatonicosachore 5/2,3,3 est un 4-polytope régulier étoilé ayant pour symbole de Schläfli {5/2,3,3}. C'est l'un des 10 polychores de Schläfli-Hess. Il est unique parmi les 10 car il possède 600 sommets, et a la même disposition de sommets que l'hécatonicosachore régulier.
C'est l'un des quatre 4-polytopes réguliers étoilés découverts par Ludwig Schläfli.

## Polytopes associés
| H4                          | A2 / B3                     | A3 / B2                     |
| Hécatonicosachore {5/2,3,3} | Hécatonicosachore {5/2,3,3} | Hécatonicosachore {5/2,3,3} |
| --------------------------- | --------------------------- | --------------------------- |
|                             |                             |                             |
| [10]                        | [6]                         | [4]                         |
| Hécatonicosachore {5,3,3}   |                             |                             |
|                             |                             |                             |

## Comme une stellation

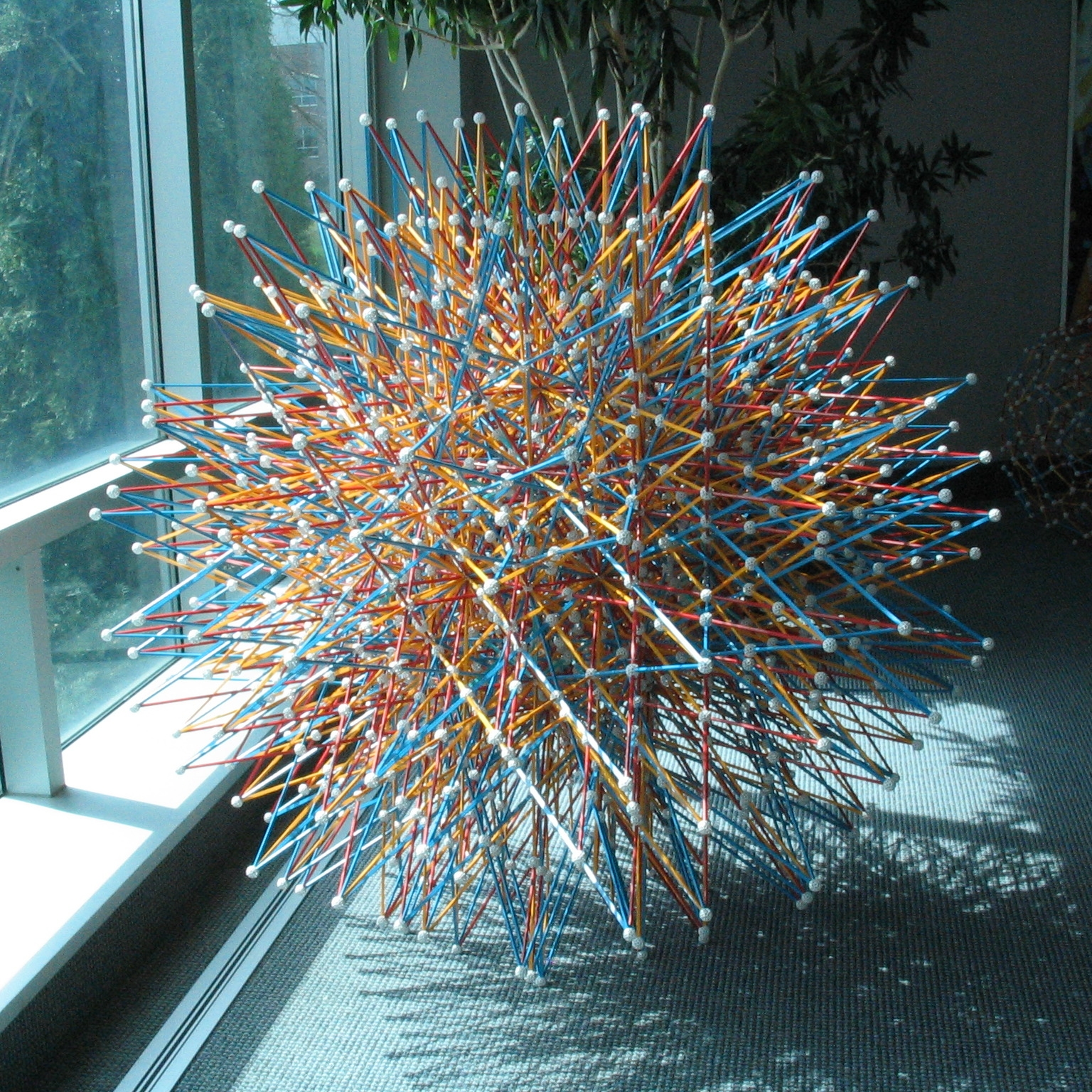
Un modèle de l'hécatonicosachore 5/2,3,3.

L'hécatonicosachore 5/2,3,3 est la stellation finale de l'hécatonicosachore. En ce sens, il est analogue au grand dodécaèdre étoilé tridimensionnel, qui est la stellation finale du dodécaèdre.